# Stan Fox
Stan Fox, född den 7 juli 1952 i Janesville, Wisconsin, USA, död den 18 december 2000 utanför Waiouru, Nya Zeeland, var en amerikansk racerförare.

## Racingkarriär
Fox var en framgångsrik midget car-förare, med 19 vinster i det nationella mästerskapet, och blev en legend inom den branschen av amerikansk racing. Fox tävlade även flera gånger i Indianapolis 500, med en sjunde plats 1987 som bästa resultat. Han blev även åtta i 1991 års race. Fox deltog inte i några andra tävlingar i CART än just Indy, då han aldrig hade tävlat på andra typer av banor än ovaler. Han skadade huvudet allvarligt i en krasch på första varvet 1995, vilket ändade hans racingkarriär, även om han aldrig gav upp drömmen om att komma tillbaka. Fox avled i en biloycka på Nya Zeeland 2000, då hans van kolliderade med en lastbil.